# Claude de Trellon
Claude de Trellon est un poète français de la Renaissance.

## Biographie
Claude de Trellon est né à Toulouse. Ses dates de naissance et de mort ne sont pas connues. Sa mort est parfois datée de 1611, mais c'est peut-être celle de son frère Gabriel ou de 1625.
Il a été soldat, a servi sous Anne de Joyeuse à la bataille de Coutras. Il fut un partisan de la Ligue.

## Œuvres
- La muse guerrière, Paris, A. L'Angelier, 1587 lire en ligne sur Gallica
- Le premier livre de la flamme d'amour, Paris, A. L'Angelier, 1591 lire en ligne sur Gallica
- Stances extraites des œuvres du Sieur de Trelon : sur le desordre des humeurs et actions d'un Prince mal conseillé, qu'il dit estre à la veille de son malheur, Lyon, Pierre Chastain, 1593 lire en ligne sur Gallica
- Le ligueur repenty, Lyon, T. Ancelin, 1595 lire en ligne sur Gallica
- Le cavalier parfait divisé en quatre livres où sont comprinses les Amours de Sylvie, les Amours de Félice, les Meslanges et l'Hermitage, Lyon, T. Ancelin, 1597 lire en ligne sur Gallica